# Interstate 69W
Pour les articles homonymes, voir Interstate 69 (homonymie).
L'Interstate 69W (I-69W) est une courte autoroute sud–nord dans le Sud du Texas. L'autoroute débute au nord-est du World Trade International Bridge à Laredo et se termine à l'I-35. Dans le futur, l'I-69W se dirigera au nord-est sur 180 miles (290 km) pour se terminer près de Victoria alors que l'I-69W et l'I-69E se rejoindront pour former l'I-69. L'I-69W forme un multiplex avec la US 59.

## Description du tracé
L'autoroute débute à la frontière mexicaine sur le World Trade International Bridge, lequel relie la Route fédérale mexicaine 85D. Elle forme un multiplex avec la US 59 et la Loop 20. Elle se prolonge sur 1,4 mile (2,3 km) jusqu'à l'I-35.
Dans le futur, l'I-69W se prolongera au nord avec la US 59 jusqu'à George West où elle croisera l'I-69C. Elle croisera ensuite l'I-37 à l'est de la ville et poursuivra vers le nord-est jusqu'à Victoria, où elle rencontrera l'I-69E et poursuivra au nord vers Houston comme I-69. L'autoroute complète fera 180 miles (290 km) de long.

## Liste des sorties
| Interstate 69W                            |              |      |      |        |                                   |                                                                             |
| Comté                                     | Municipalité | mi   | km   | Sortie | Intersections / Destinations      | Notes                                                                       |
| Webb                                      | Laredo       | 0,00 | 0,00 | —      | International Bridge IV – Mexique | Terminus sud du multiplex avec US 59 et Loop 20                             |
| Webb                                      | Laredo       | 0,00 | 0,00 | —      | Retour aux États-Unis             | Sortie direction sud seulement                                              |
| Webb                                      | Laredo       | 0,25 | 0,39 | 1      | FM 1472 (en) (Mines Road)         |                                                                             |
| Webb                                      | Laredo       | 1,37 | 2,20 | 2      | I-35 – Laredo, San Antonio        | Indiqué sortie 2A (nord) et 2B (sud) en direction nord; sortie 8A de l'I-35 |
| Webb                                      | Laredo       | 1,37 | 2,20 | —      | US 59 est                         | Terminus nord du multiplex avec US 59                                       |
| - Terminus de multiplex - Accès incomplet |              |      |      |        |                                   |                                                                             |